# بخش برکشایر (شهرستان دلاور، اوهایو)
بخش برکشایر (به انگلیسی: Berkshire Township) یک منطقهٔ مسکونی در ایالات متحده آمریکا است که در شهرستان دلاویر، اوهایو واقع شده‌است.
 بخش برکشایر ۵۵٫۵ کیلومتر مربع مساحت و ۳٬۰۸۵ نفر جمعیت دارد و ۲۸۳ متر بالاتر از سطح دریا واقع شده‌است.